# Șcerbanivske, Voznesensk
Șcerbanivske (în ucraineană Щербанівське) este un sat în comuna Trudove din raionul Voznesensk, regiunea Mîkolaiiv, Ucraina.

## Demografie
Componența lingvistică a localității Șcerbanivske
     Ucraineană (92,74%)
     Rusă (7,05%)
     Alte limbi (0,21%)
Conform recensământului din 2001, majoritatea populației localității Șcerbanivske era vorbitoare de ucraineană (92,74%), existând în minoritate și vorbitori de rusă (7,05%).